# Franc katangais
Pour les articles homonymes, voir franc.
Le franc katangais est l'unité monétaire de l'État du Katanga en vigueur entre 1960 et 1963. Il a remplacé le franc congolais à parité et, par conséquent, avait à l'origine une valeur égale à celle du franc belge, soit un taux de change d'un dollar américain pour 50 francs. Juste avant la réintégration du Katanga au sein de la Congo-Léopoldville, le taux de change était tombé à 1 dollar pour 195 francs. La monnaie fut remplacée à parité par le franc congolais[réf. souhaitée].

## Pièces
Des pièces en bronze de 1 et 5 francs dessinées par Claude Charlier et frappées en Grande-Bretagne furent émises en 1961. 
Une pièce en or de 5 francs de 13,33 g, non destinée à la circulation, fut aussi émise à 20 000 exemplaires pour les collectionneurs. 

Les pièces figurent une croisette, croix en cuivre qui était utilisée localement comme monnaie à l'époque précoloniale.

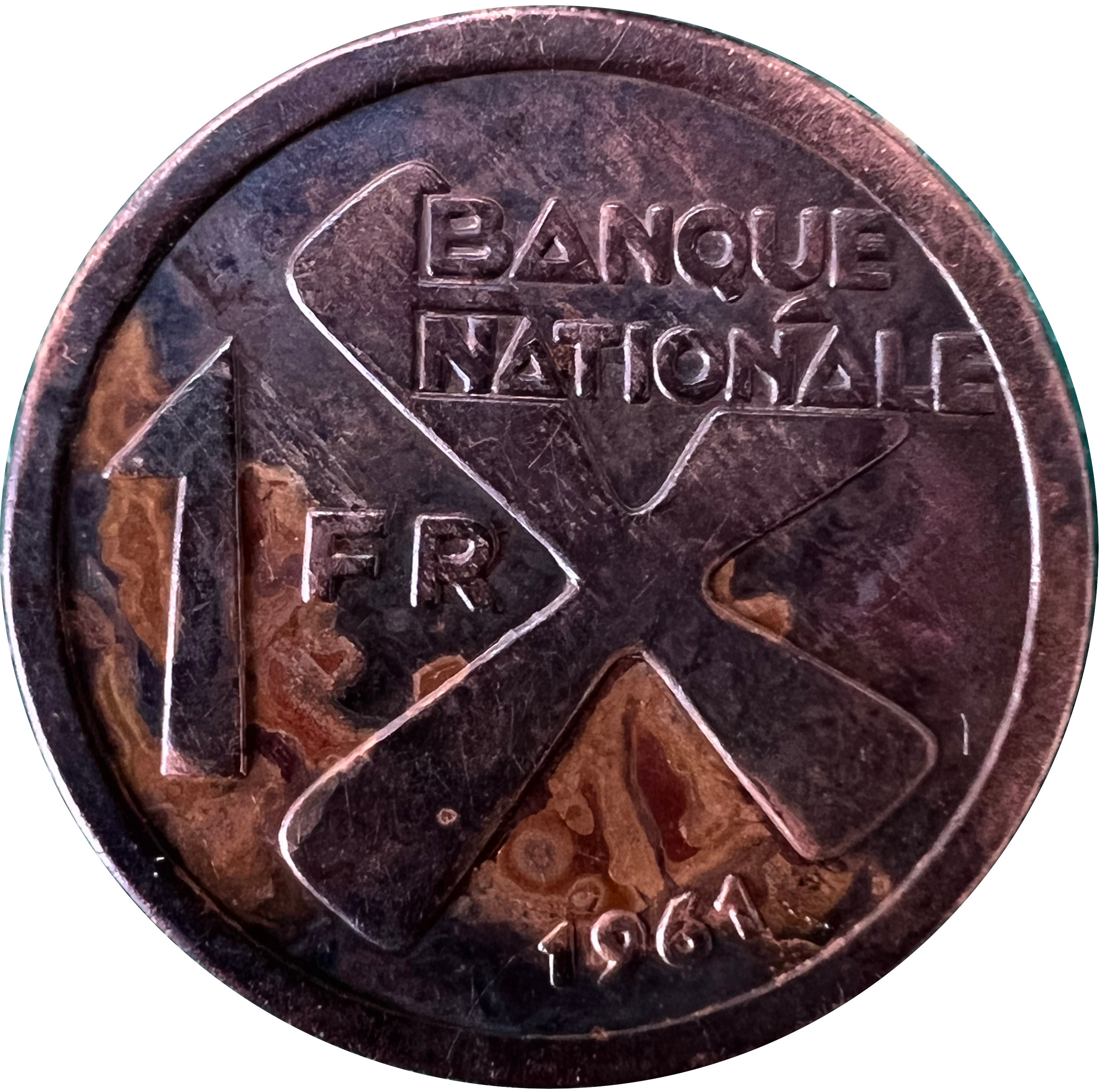
Revers de la pièce de 1 F émise par l'État du Katanga en 1961.
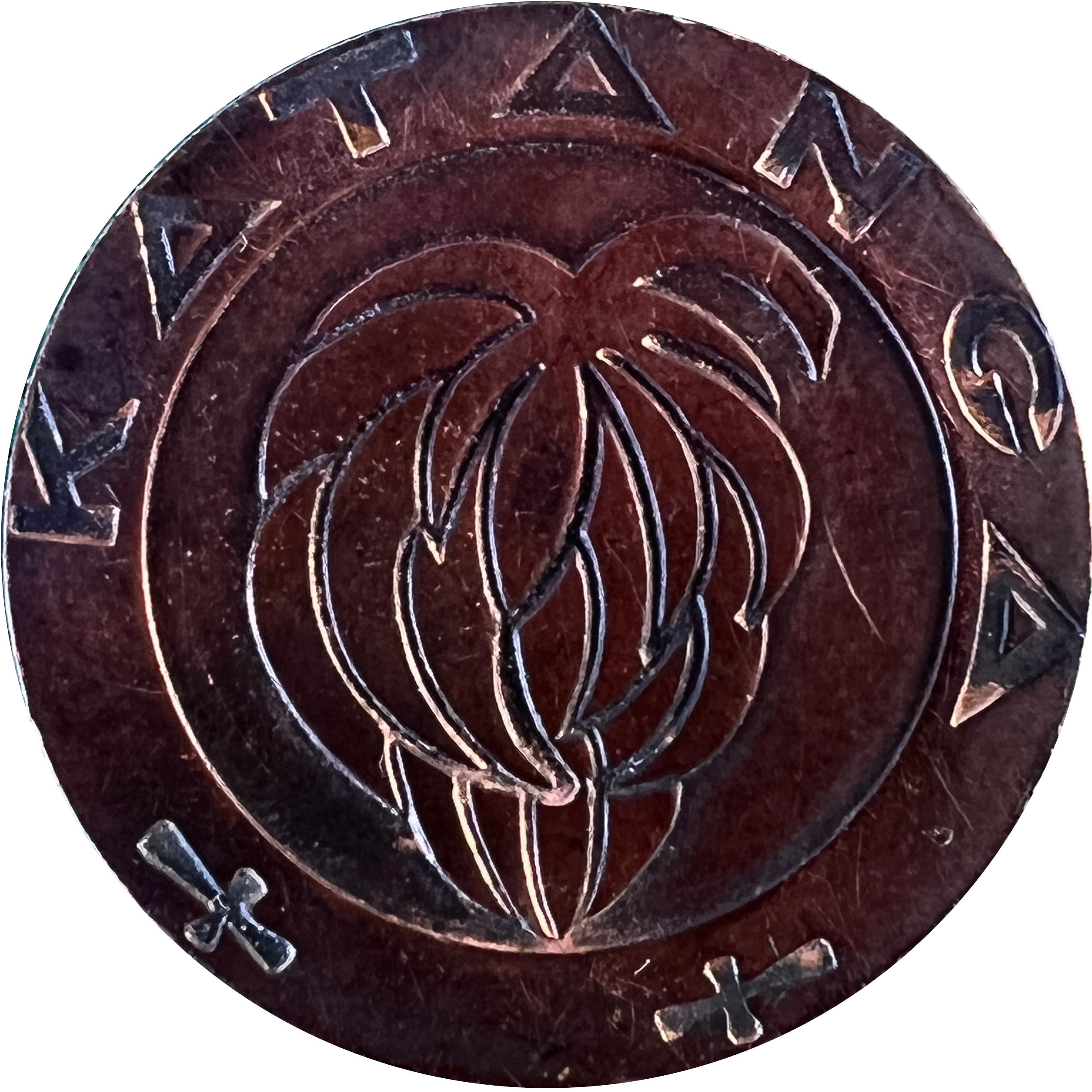
Avers de la pièce de 1 F émise par l'État du Katanga en 1961.

## Billets
En 1960 le gouvernement émit des billets provisoires de 5, 10, 20 et 50 francs en surimprimant des billets du Franc du Ruanda-Urundi. 
Le 9 janvier 1961, des billets réguliers de 10, 20, 50, 100, 500 et 1000 francs, datés du 31 octobre 1960, ont été émis par la « Banque nationale du Katanga ». Une deuxième série, datée de 1962 et 1963, est constituée de billets de 100, 500 et 1000 francs,.
| Série de 1960 | Série de 1960 | Série de 1960 | Série de 1960                                                 |
|               | Valeur        | Avers         | Revers                                                        |
| ------------- | ------------- | ------------- | ------------------------------------------------------------- |
|               | 10 francs     | Moïse Tshombe | Assemblée nationale (Bâtiment du Trente Juin), Élisabethville |
|               | 10 francs     | Moïse Tshombe | Industrie métallurgique                                       |
|               | 20 francs     | Moïse Tshombe | Assemblée nationale (Bâtiment du Trente Juin), Élisabethville |
|               | 20 francs     | Moïse Tshombe | Industrie minière                                             |
|               | 50 francs     | Moïse Tshombe | Assemblée nationale (Bâtiment du Trente Juin), Élisabethville |
|               | 100 francs    | Moïse Tshombe | Assemblée nationale (Bâtiment du Trente Juin), Élisabethville |
|               | 500 francs    | Moïse Tshombe | Assemblée nationale (Bâtiment du Trente Juin), Élisabethville |
|               | 1000 francs   | Moïse Tshombe | Assemblée nationale (Bâtiment du Trente Juin), Élisabethville |

| Série de 1962 | Série de 1962         | Série de 1962             | Série de 1962               | Série de 1962 |
|               | Valeur                | Avers                     | Revers                      | Filigrane     |
| ------------- | --------------------- | ------------------------- | --------------------------- | ------------- |
|               | 100 francs katangais  | récolte du maïs           | roue avec lances et masques | éléphant      |
|               | 500 francs katangais  | homme assis face à un feu | roue avec lances et masques | éléphant      |
|               | 1000 francs katangais | récolte du coton          | roue avec lances et masques | éléphant      |